# Freihaus Hohenfeld

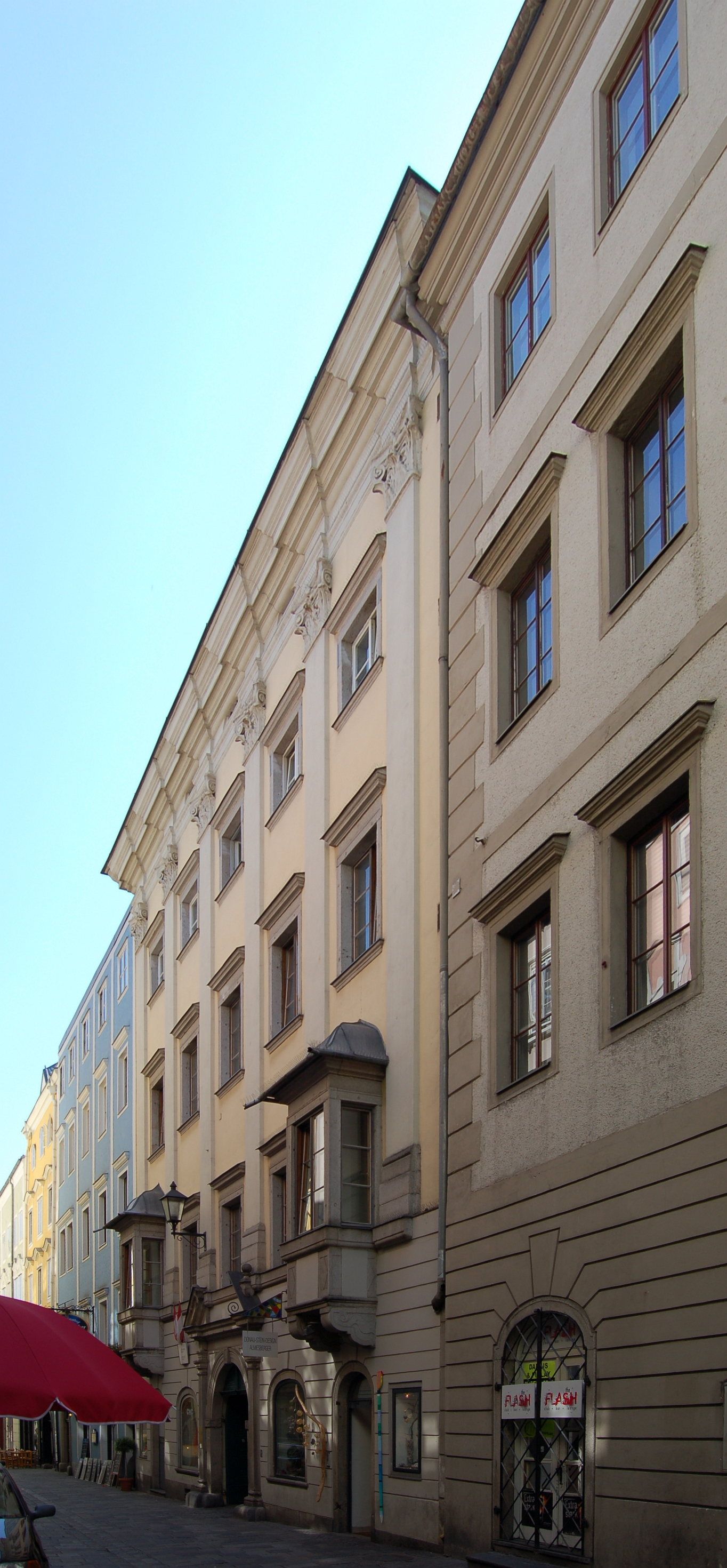
Freihaus Hohenfeld, Hofgasse 7, Linz

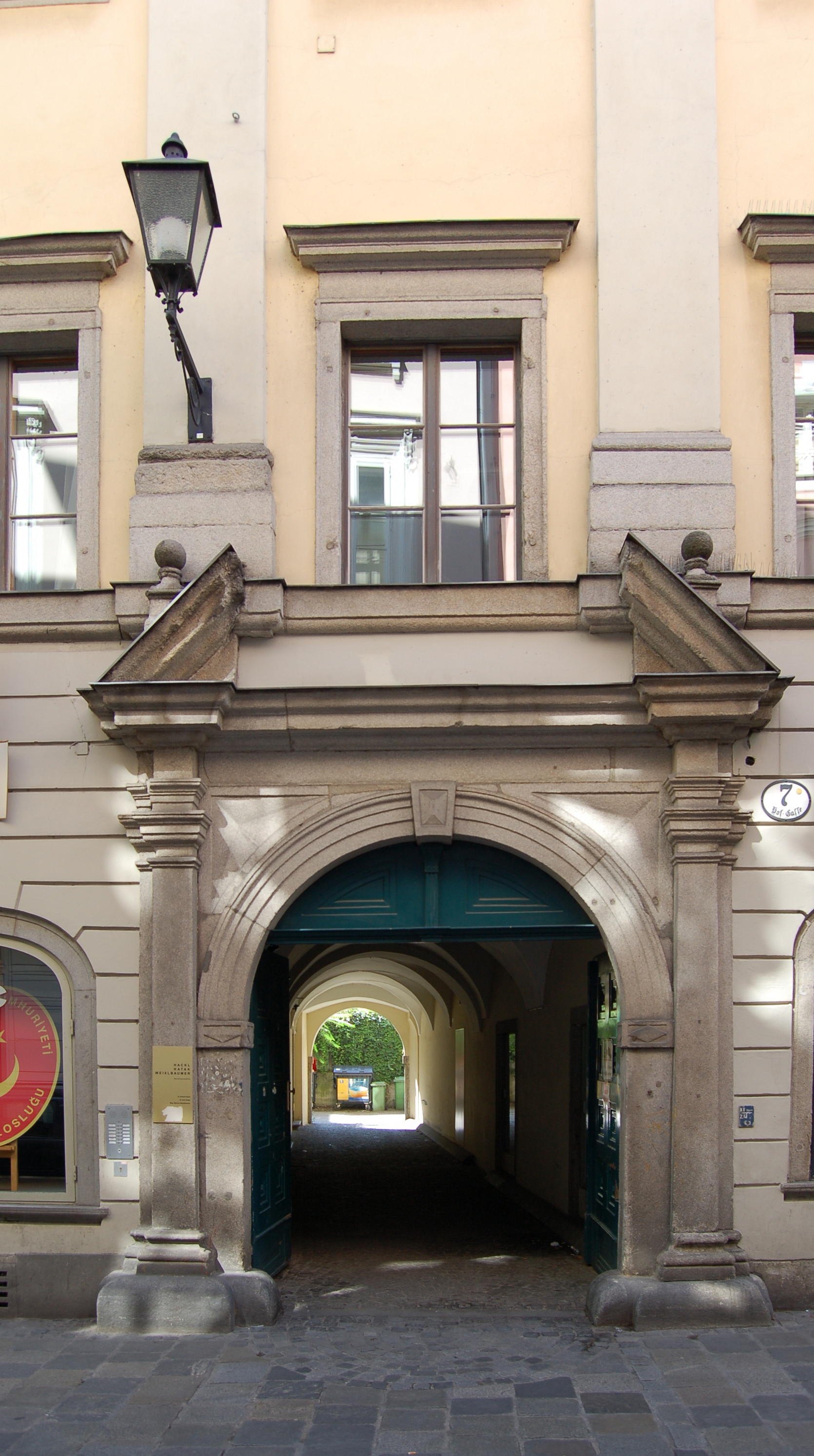
Hauptportal mit Durchblick zum Hofportal

Das Freihaus Hohenfeld steht auf Hofgasse 7 im Altstadtviertel der Stadtgemeinde Linz in Oberösterreich. Das Gebäude steht unter Denkmalschutz (Listeneintrag).

## Geschichte
Das Haus wurde 1571 urkundlich genannt. Das Haus ging vor 1584 an die Freiherren von Polheim und war von 1680 bis 1786 im Besitz der Grafen von Hohenfeld, seither im bürgerlichen Besitz.
Das Gebäude wurde wohl im vierten Viertel des 16. bis ins erste Drittel des 17. Jahrhunderts erbaut. Beim großen Stadtbrand von 1800 blieb dieses Haus verschont. Eine Umgestaltung und wohl eine Aufstockung erfolgte um 1860. Weitere Umbauten fanden im 19. Jahrhundert und von 1945 bis 1950 statt.
Im Jahr 2018 konnte Erich Meyer nachweisen, dass der Astronom Johannes Kepler von 1613 bis 1620 in der Hofgasse 7 gewohnt hatte.
Die Hohenfelder besaßen im Zentrum von Linz weitere denkmalgeschützte Gebäude:
- etwa 1595 bis nach 1630: Hofgasse 21, Freihaus Schallenberg (Listeneintrag), danach im Besitz der Familie Schallenberg
- 1794–1799: Landstraße 12, Palais Weissenwolf (Listeneintrag), das Franz Anton Graf Weißenwolff am 11. April 1714 erworben hatte.

## Architektur
Der stattliche Bau im Stil der Renaissance und des frühen Barock über einem rechteckigen Grundriss hatte eine ehemalige Reiche (wohl eine Verbindung) zum Starhemberger Freihaus in der Hofgasse 9.
Die Fassade zur Hofgasse ist frühbarock symmetrisch gegliedert, das Erdgeschoß zeigt sich genutet mit einem bemerkenswert rundbogigen Mittelportal gerahmt von hinterlegten Pilastern und hohem Gebälk mit gesprengten Dreieckgiebel und einem Kugelaufsatz. Die Obergeschoße zeigen korinthischen Riesenpilaster und ein mächtiges verkröpftes Gebälk. An den Außenachsen im ersten Obergeschoß befinden sich Rechteckerker im Stil der Renaissance auf gebauchten Konsolen mit volutenartigem Dekor aus dem ersten Drittel des 17. Jahrhunderts, die Brüstungen mit rautendekorierten Eckpfeilern, mit geschweiften Dächern.
Hofseitig gibt es ein rundbogiges Tor mit gefasten Pfeilern und ebenerdig annähernd quadratische Fenster.
Im Gebäudeinneren gibt es einen Keller mit Stichkappentonnengewölben. Im Erdgeschoß gibt es eine kreuzgratgewölbte Mitteldurchfahrt. In den Obergeschoßen gibt es ehemals durchgehende und teils gewölbte Mittelflure. Ebenerdig links befindet sich eine eingestellte dreiläufige Treppe und rechts eine in den Obergeschoßen zweiläufige Treppe, die mit Säulenarkaden an der Gebäudeseite geöffnet ist. Die Obergeschoße haben barocke Kreuzgratgewölbe, im ersten Obergeschoß mit profilierten Kämpfern.